# 里夫语
里夫语（Tmaziɣt, Tarifit, Tarifit），是一种柏柏尔语言，里夫人的母语，分布于摩洛哥和西班牙梅利利亚。分为西部方言（霍塞马方言，Al Hoceima）、中部方言（纳多尔方言，Nador）和东部方言（贝尔坎方言，Berkan）。
里夫语的母语者称该语言为塔马齐格特语，是柏柏尔语族普遍使用的自称。